# Arvika Handelstidning
Arvika Handelstidning var ett annonsblad utgiven 16 augusti 1917 till 19 december 1918. Fullständiga titeln var Arvika handelstidning /Annonsblad för handel, hantverk och industri och industri i Arvika och västra Värmland.

## Historia
John Jonsson Werkmäster var ansvarig utgivare hel utgivningstiden. Förlaget hette Arvika förlagsaktiebolag och hade säte i Arvika. Redaktionsort var Filipstad men tidningen hade expedition i Arvika under hela utgivningsperioden som  P. Joh. Wallgren förestod. Tidningens fyra sidor trycktes bara i svart på stora satsytor 52,5-56,5 x 36,5 cm. Tryckeri var Filipstads-postens boktryckeri, Lundberg & Werkmäster i Filipstad. Utgivningsfrekvensen var oregelbunden med 1-3 nummer i månaden vilket utesluter den som dagstidning. Formatet var som en dagstidning.